# Vyšné Repaše
Vyšné Repaše este o comună slovacă, aflată în districtul Levoča din regiunea Prešov. Localitatea se află la altitudinea de 805 m deasupra n.m., se întinde pe o suprafață de 9,96 km2 și în 2017 număra 96 de locuitori. Se învecinează cu comuna Uloža.

## Istoric
Localitatea Vyšné Repaše este atestată documentar din 1323.

## Demografie
| An:                | 1994 | 2004    | 2014   | 2024    |
| ------------------ | ---- | ------- | ------ | ------- |
| Număr de persoane: | 143  | 115     | 104    | 92      |
| Diferență:         |      | −19,58% | −9,56% | −11,53% |

| An:                | 2023 | 2024   |
| ------------------ | ---- | ------ |
| Număr de persoane: | 90   | 92     |
| Diferență:         |      | +2,22% |